# Tofiri Kibuuka
Tofiri Kibuuka est un sportif handisport norvégien. Né en Ouganda, il représente ce pays avant d'obtenir la citoyenneté norvégienne. Il a pris part à la fois aux Jeux paralympiques d'hiver, en ski de fond (pour l'Ouganda), et aux Jeux paralympiques d'été, en course à pied (pour la Norvège). En activité de 1976 à 2000, il remporta cinq médailles d'argent paralympiques, et une médaille de bronze.
Il est le premier Africain à avoir pris part aux Jeux paralympiques d'hiver, et plus généralement le seul athlète à y avoir représenté un pays tropical à ce jour. Il est aussi l'un des deux seuls Africains à avoir pris part aux Jeux d'hiver, le second étant le Sud-Africain Bruce Warner (depuis 1998).

## Biographie

### Avant les Jeux paralympiques
Tofiri Kibuuka effectua ses études à l’Outward Bound School au Kenya.
En 1968, il fut l'une des premières personnes aveugles à gravir le sommet du Mont Kilimanjaro, attirant l'attention des médias et obtenant les félicitations du Ministre ougandais du Travail. En conséquence de cet événement, il fut invité en Norvège par une « organisation de promotion des handisports ». Il arriva en Norvège en 1972, un an après la saisie du pouvoir par Idi Amin Dada en Ouganda. En raison de la situation dans son pays d'origine, Kibuuka allait demeurer en Norvège de manière permanente, mais représenta néanmoins l'Ouganda dans les années 1970.

### Aux Jeux paralympiques d'hiver
Tofiri Kibuuka débuta sa participation aux Jeux paralympiques en représentant l'Ouganda aux premiers Jeux d'hiver, en 1976 à Örnsköldsvik, en Suède. Il était le seul représentant de son pays et, l'Ouganda étant le seul pays africain à participer, il fut le premier Africain à prendre part aux Jeux paralympiques d'hiver — huit ans avant que le Sénégalais Lamine Guèye ne devienne le premier Africain noir à prendre part aux Jeux olympiques d'hiver,.
Aux Jeux de 1976, il prit part à deux épreuves de ski de fond :
- Dans l'épreuve sur dix kilomètres (hommes, catégorie A), il termina seizième (sur vingt-huit), en 58 min 24 s.
- Dans l'épreuve sur quinze kilomètres (hommes, catégorie A), il termina dixième (sur vingt-cinq), en 1 h 16 min 32 s[5].

Il prit ensuite part aux Jeux paralympiques d'hiver de 1980, où il fut à nouveau le seul athlète africain,. Il participa à deux épreuves en ski de fond :
- Dans l'épreuve sur dix kilomètres (hommes, catégorie 5B), il termina douzième (sur trente-et-un), en 49 min 52 s.
- Dans l'épreuve sur vingt kilomètres (hommes, catégorie 5B), il termina onzième (sur trente), en 1 h 42 min 17 s[8].

Ce furent là ses derniers Jeux d'hiver. Ayant obtenu la citoyenneté norvégienne, il commença dès lors à représenter la Norvège aux Jeux paralympiques d'été.

### Aux Jeux paralympiques d'été
Bien que ce fût son potentiel en tant qu'athlète paralympique d'hiver qui l'ait amené à s'installer en Norvège, et malgré ses résultats relativement bons aux Jeux paralympiques en tant que skieur ougandais, c'est en course à pied que Tofiri Kibuuka allait obtenir toutes ses médailles paralympiques.
Aux Jeux paralympiques d'été de 1984 à Stoke Mandeville et à New York, il représenta ainsi la Norvège et prit part à trois épreuves en course à pied :
- Dans le 800 mètres hommes (catégorie B1), il remporta sa première course en 2:07.83, et sa demi-finale en 2:12.13. En finale, il termina deuxième, en 2:04.26, remportant la médaille d'argent derrière le Britannique Robert Matthews, qui établit un nouveau record du monde en 2:02.33.
- Dans le 1 500 mètres hommes (catégorie B1), il remporta sa première course (4:28.42), et termina deuxième en finale (4:20.16), obtenant là aussi la médaille d'argent, devancé par Matthews qui établit un nouveau record du monde.
- Dans le 5 000 mètres hommes (catégorie B1), il obtint la médaille d'argent en 16:42.18, derrière le nouveau record du monde établi par Matthews en 16:36.90, et devant son compatriote norvégien Joerund Gaasemyr, qui obtint la médaille de bronze en 17:55.73[8].

Aux Jeux d'été de 1988, Kibuuka prit part uniquement aux épreuves du 1 500 mètres et du 5 000 mètres, remportant la médaille de bronze dans la première (en 4:15.94, derrière Matthews (or) et Loevaas (argent)), et la médaille d'argent dans la seconde (en 16:22.14, derrière Matthews).
En 1992, il fut le porte-drapeau de la Norvège lors de la cérémonie d'ouverture. Il prit part aux mêmes épreuves qu'en 1988, mais termina cinquième au 1 500 mètres (4:25.48) et quatrième au 5 000 mètres (16:24.02). Le Britannique Matthews demeura champion paralympique dans cette épreuve, et le Norvégien Loevaas conserva une place sur le podium avec la médaille de bronze, mais Kibuuka en fut écarté par le Portugais Paulo de Almeida Coelho, qui obtint l'argent. Toutefois, Kibuuka prit également part au marathon pour la première fois (catégorie B1), et y remporta la médaille d'argent en 2:51:34, derrière l'Italien Carlo Durante.
Dès lors, il n'allait plus prendre part qu'aux épreuves de course de fond. En 1996, il participa au 10 000 mètres et au marathon (catégorie T10). Il termina quatrième dans la première (en 36:10.58) et sixième dans la seconde (en 3:05:06). Les Jeux de 2000 constituèrent sa dernière participation aux Paralympiques. Il ne participa qu'au marathon (catégorie T11), mais se blessa pendant la course, et ne put terminer l'épreuve,.